# Textiltisztítás
A textiltisztítás a hazai szakmai értelmezés szerint magában foglalja a textilanyagok vízben vagy szerves oldószerekben oldott vegyi anyagokkal történő mosását, fertőtlenítését, az ezekkel összefüggő kiegészítő műveletekkel együtt (víztelenítés, szárítás, vasalás), valamint a folttisztítást. Célja a szennyezett textíliákból a különböző eredetű, szemmel látható vagy nem látható szennyezőanyagok eltávolítása, beleértve esetleg az egészségre ártalmas mikroorganizmusokat is.
A hagyományos nyelvhasználat a vizes oldatban történő tisztítást „mosásnak” nevezi, az oldószeres tisztítást pedig „vegytisztításnak” vagy „száraz tisztításnak”. A „textiltisztítás” kifejezés a mai magyar szaknyelvben e kettőt együtt értelmezi.
A textiltisztítás e tág értelmezésén alapul a textiltisztító ipar működése, amely a felsorolt műveletek ipari körülmények között történő végrehajtásával foglalkozik, kiegészítve annak minden műszaki, szervezeti és logisztikai vonatkozásával (üzemek működtetése, szervezete, lakossági és közületi szolgáltatás, bértextília szolgáltatás stb.). A textiltisztító ipar a megrendelőktől begyűjtött szennyezett textíliákat ismét tisztán, kivasalva, szükség esetén fertőtlenítve, ismételt rendeltetésszerű használatra alkalmas formában bocsátja a megrendelő rendelkezésére.
Jelentős különbség van az ipari és a háztartási mosás között (vegytisztítás házilag nem végezhető!). A háztartási mosás mindig vízzel történik, míg az ipari mosásban a víz mellett más oldószerek is elterjedtek. A háztartási mosásban nem használnak lágy vizet, viszont olyan mosószereket alkalmaznak, amelyek bizonyos határok között a kemény vízben is hatásosak. Éppen ezért a mosógép védelme érdekében ajánlatos a vízkőlerakódást gátló segédanyag használata. Az ipari mosásban általános a lágy víz használata. Az ipari mosógépek magas fokon automatizáltak, ami – a háztartási mosógépekkel ellentétben – a mosószer- és segédanyag-adagolás automatizálását is magában foglalja. Az ipari és a háztartási mosógépek – eltekintve a folyamatos működésű, ún. csőmosógépektől, amelyeket az ipari textiltisztításban nagy tömegű textíliák mosására előszeretettel használnak – elvileg hasonló felépítésűek ugyan, de eltérő programmal (mechanikai hatás, időtartam), eltérő töltésaránnyal dolgoznak (az ipari mosógépekbe a víz mennyiségéhez képest kevesebb textilanyagot tesznek, mint ami a háztartási mosásban szokásos). Eltérnek a felhasznált mosószerek és egyéb vegyszerek is. Ennél fogva az ipari mosás energia- és vízfelhasználása jóval kedvezőbb a háztartási mosáshoz képest, kevésbé károsítja a környezetet.

## Történet

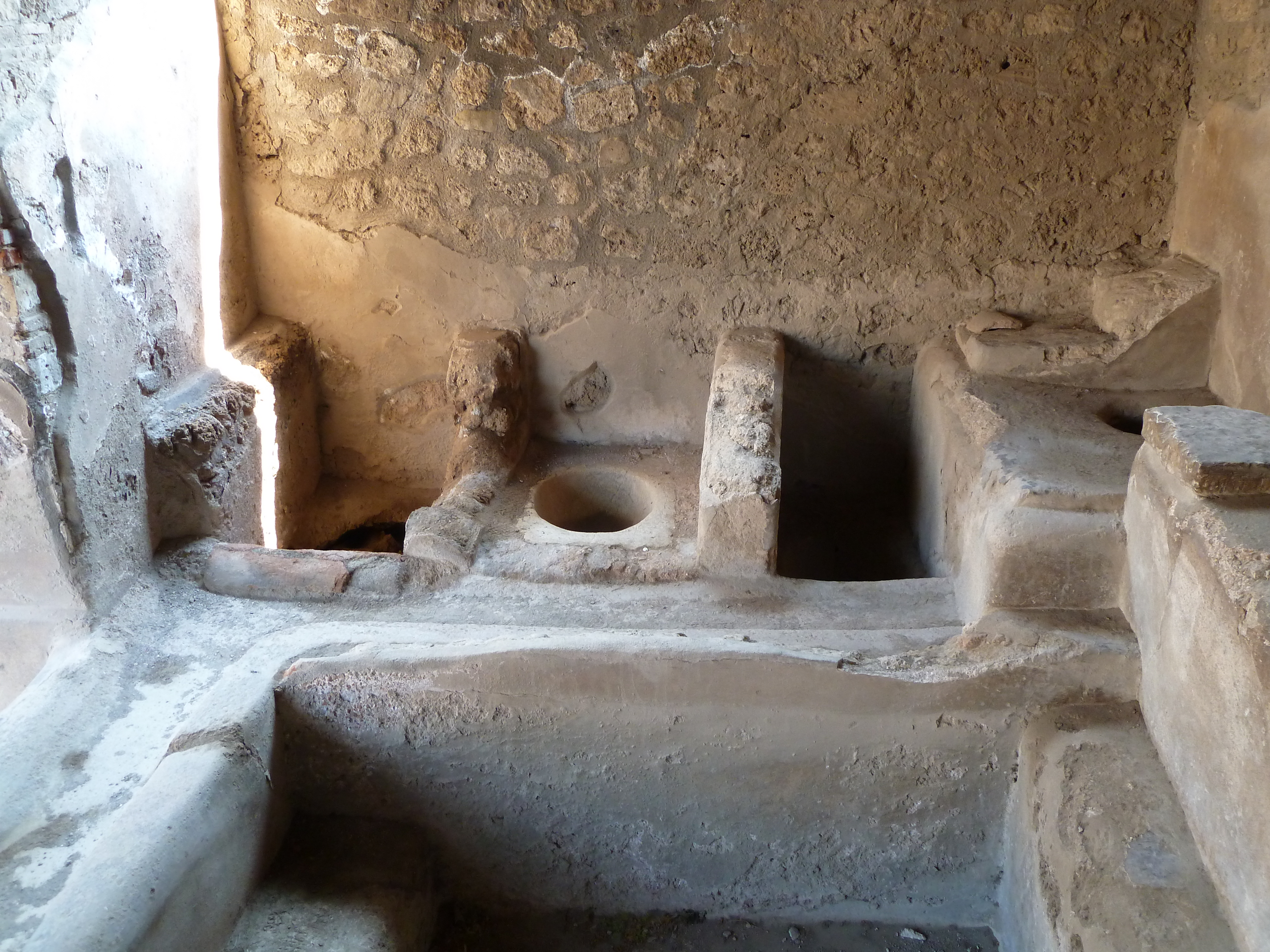
Fullonica Stephani

A textíliák tisztítása minden valószínűség szerint egyidős a textilanyagok alkalmazásának elterjedésével. Egy 4500 évvel időszámításunk előtti időkből fennmaradt sumer agyagtábla felirata tanúskodik arról, hogy hamuzsírból és olajból szappant állítottak elő, amit feltehetőleg nem csak testük lemosására, hanem ruházatuk tisztítására is használtak. Óegyiptomi falfestmények mutatják, hogy a nedves ruhákat kiklopfolták és kiteregették, ami nyilvánvalóan arra utal, hogy előzőleg kimosták azokat. A római időkből Pompeiben elég jól rekonstruálható állapotban fennmaradt egy az időszámításunk kezdete táján működött mosoda (Fullonica Stephani), ahol a maradványok tanúsága szerint mosást, öblítést és a vasalást helyettesítő simító préselést is végeztek. A rómaiak tudták, hogy a ruhanemű lúgban mozgatva jobban tisztítható, mint tiszta vízben. A mosókádakban kézzel és lábbal taposva telítették a szennyes ruhát a lúgos oldattal, így érték el a kívánt tisztító hatást.
A középkorban otthon, dézsákban, tűzhelyen melegített vízben mosták a ruhaneműt, vagy nyáron a folyóban, patakban kimosták, parti köveken sulykolták, végül öblítették a ruhát. A szappant hamuzsír, fahamu vagy szóda állati zsírral történő összefőzésével állították elő. Használták a szappanfű (saponaria officinalis) nevű növényt is, amely kíméletes tisztító hatással rendelkezett. A textíliákat mosósulyokkal (vastag, téglalap alakú nyeles falap) csapkodták (sulykolták), gyökérkefével vagy marhaszőrből készült csutakkal dörzsölték, hogy minél tisztább legyen a ruha. A középkori városokban közösségi mosóházak működtek, ahol mosódézsák és meleg víz állt az asszonyok rendelkezésére. A vizes ruhát bokrokra aggatva szárították, vagy leterítették a fűre, ahol a Nap ibolyántúli sugárzása segített a fehér textíliák szép fehérségének visszanyerésében (gyepfehérítés). Télen a fűtött házban, kötélen szárították meg a ruhákat. – A folteltávolítást éretlen szőlőből kisajtolt, savas folyadékkal végezték, amit azonban – savas kémhatása miatt – csak a selyemből készült textíliákon lehetett használni. (A pamutot, lent a sav tönkreteszi.) A zsíros, olajfoltos ruhákat napokig meleg vizeletben áztatták, majd alapos öblítés után megszárították.
A mosás gépesítésére az első kísérlet az angol Henry Sidgier nevéhez fűződik, akinek 1782-ben kifejlesztett szerkezete egy fából készült, kézzel forgatott rácsos dobból állt, amelyben 3 rudat helyezett el a berakott ruha mozgatására. Ezt helyezte a vízzel telt teknőbe. A francia Jean Antoine Chaptal 1799-ben találta fel a gőzzel történő mosás technikáját. A mai értelemben vett első mosógépet 1851-ben az amerikai James King szabadalmaztatta. Ez kézzel működtetett, egy irányban forgatott dobos mosógép volt. 1858-ban Hamilton Smith találta fel ennek váltakozó irányú mozgást végző változatát. 1910-ben került forgalomba az első villanymotorral hajtott mosógép, ami az amerikai Alva J. Fisher 1906-ban kifejlesztett, de csak 1908-ban szabadalmaztatott találmányán alapult.
Ezután már felgyorsult a fejlődés. Egymás után jelentek meg az újabb és újabb technikai megoldások a mosógépben elhelyezett ruhanemű ill. a mosófürdő mozgatására, a mosási műveletek vezérlésére, programozására. Az első félautomata mosógépet 1937-ben a Bendix cég hozta forgalomba. A korai mosógépek centrifugálást még nem végeztek, a vizet hengerpárok között kellett kipréselni a ruhából. Az első teljesen automatikus mosógép 1947-ben jelent meg, a General Electric gyártmányaként. Eleinte ezek ára rendkívül magas volt, csak az 1960-as években vált szélesebb körben elérhetővé. A centrifugával is ellátott mosógépek az 1970-es években kezdtek elterjedni.
A mai fejlett mosógépeken különböző hőmérsékletű, különböző időtartamú mosások programozhatók be, szükség esetén elő- és főmosás, egyszeres vagy kétszeres öblítés is végezhető. A beépített centrifuga ma már magától értetődik és ez különböző sebességekre is beállítható. Ily módon a gyakorlatban előforduló minden mosási és víztelenítési követelménynek akár egyetlen géppel is eleget lehet tenni.
Igen nagy utat tett meg a mosószerek fejlesztése is. Hosszú ideig a hamulúg és a szappan volt a használatos mosószer. A szappan évezredek óta ismert mosószer, már a sumerek is ismerhették. Babilon feltárásakor agyagedényekben szappanszerű anyagot találtak, amelyek keletkezési idejét i. e. 2800-ra teszik. Az i. e. 1500 körül keletkezett Ebers-papirusz szerint Egyiptomban is készítettek szappant. Európában a 7. században jelent meg a szappan, elterjedését a keresztes lovagok segítették elő. A 15. században Velencében, a 17. században Marseille-ben már működött szappanfőző manufaktúra. A szappan előállítása akkor vált gazdaságossá, amikor Nicolas Leblanc 1791-ben feltalálta a szódagyártást, amit aztán 1861-ben Ernest Solvay tökéletesített. Az üzemszerű szappankészítés ekkor már egész Európában és Észak-Amerikában is elterjedt, a 19. századra pedig igazi nagyiparrá nőtte ki magát.
A vegyipar rohamos fejlődése azután tette lehetővé a szintetikus mosószerek, az ún. detergensek kifejlesztését. 1834-ben jelent meg az első szappant helyettesítő termék, a kénezett ricinusolaj. Később, az olajipar fejlődése során, a feldolgozás melléktermékeként keletkező propilénből állítottak elő a szappanhoz hasonló anyagot, amely jól bevált textíliák mosására. 1907-ben jelent meg a Persil márkanevű mosószer, amely egyúttal fehérítőszert is tartalmazott. (Neve a két legfontosabb alkotórészéből, a nátrium-perborátból és a nátrium-szilikátból származik.)
A II. világháború alatt nehezen voltak biztosíthatók a szappangyártáshoz szükséges zsiradékok, ez ösztönözte a mesterséges úton előállított anyagokból a szintetikus mosószerek kifejlesztését. Ezek kezdetben valóban a szappan helyettesítésére szolgáltak, de ma már olyan fejlettségi szintet értek el, hogy a textíliák mosásában egyeduralkodóvá váltak.

## A szennyezőanyagok
A textíliára kerülő szennyezőanyagok többfélék:
- vízben oldhatók (pl. az élelmiszer eredetű szennyeződések),
- vízben nem oldódó, de vízben duzzadó anyagok (pl. az emberi szervezetből a ruházatra kerülő fehérje alapú anyagok),
- vízben nem oldódó, de szerves oldószerben, megfelelő segédanyaggal emulgeálhatóvá tehető anyagok (pl. zsír, olaj),
- sem vízben, sem szerves oldószerben nem oldható szennyezőanyagok (pl. korom, rozsda, pigmentek stb.)

Ennek megfelelően a textiltisztítás igen sokféle vegyi anyagot használ és ezek kombinációival dolgozik, annak megfelelően, hogy adott esetben milyen típusú szennyezőanyagokat kell eltávolítani.

## Mosás

### A víz mint mosószer[1]
A mosás egyik legfontosabb kelléke a víz, amely önmagában is jó oldószer. Mosáshoz csak ivóvíz tisztaságú víz használható. Az ipari mosásban felhasznált víz minősége nagyban befolyásolja a tisztító hatást, valamint a berendezések állapotát, ezért ún. vízkezelésre van szükség. Ennek során
- eltávolítják (kiszűrik) az esetleges szilárd szennyezőanyagokat,
- eltávolítják a vízben oldott kalcium- és magnéziumsókat (vízlágyítás), amelyek az ún. vízkeménységet okozzák és a vízkőlerakódáshoz vezetnek,
- eltávolítják a szervetlen anyagokat (pl. vas, mangán).

### Mosószerek
A mosószer elsődleges feladata az, hogy a textília felületére tapadt szennyeződések kötődését a textilanyaghoz fellazítsa, hogy azok a vízben oldhatóvá vagy emulgeálhatóvá válhassanak. Annak érdekében, hogy ezt a feladatot a lehető legjobban teljesíthesse, a mai korszerű mosószer igen sokféle komponensből álló, összetett anyag. 

#### Felületaktív anyagok
A mosószer legfontosabb alkotórésze valamilyen felületaktív anyag (tenzid, vagy más néven detergens), amely a szennyezőanyag és a víz határfelületén csökkenti a felületi feszültséget, ezzel elősegíti a szennyezőanyag elválását a textilanyagtól. (A legrégebben használt felületaktív anyag a szappan.)
A tenzidek olyan szerves molekulák, amelyek két részből állnak: egy nem poláros, vízben nem oldódó (hidrofób) és egy poláros (hidrofil) részből. A víz – felületi feszültsége miatt – rendes körülmények között nem tud behatolni a textíliát alkotó szálak közé, így nem tudja eltávolítani onnan a zsíros, olajos szennyezőanyagokat. A tenzid beépül a víz és a zsír vagy olaj határrétegébe. Hidrofób része a zsírszerű anyaghoz kötődik, a hidrofil rész pedig beépül a vízbe. Mozgatással így a zsírcseppek leválaszthatók arról a felülettől (pl. textilanyagról), ahol addig tartózkodtak és emulgeálnak. A jó nedvesítő képességű felületaktív anyag hatására a vizes mosóoldat behatol a nedvesítendő anyagba, még a szilárd szennyezőanyag legkisebb réseibe is, a szennyeződést egyre apróbb darabokra bontja, amelyek aztán szétoszlanak (diszpergálnak) a mosóoldatban. (Ezt a folyamatot szuszpenzálásnak vagy peptizálásnak nevezik.) Az elektromos töltésű mosószerburokkal körülvett szennyezőanyag-részecskék taszítják egymást, így nem állnak újra össze.
A vízben nem oldódó zsír vagy olaj a felületaktív anyag – ún. emulgeátor – hatására emulziót képez. A mozgatás és a hőmérséklet emelése elősegíti ezt a folyamatot.

#### Habzásgátló szerek
A folyadékban diszpergált gáz (pl. levegő) habot képez. A habnak nagy szennyvivő és szennytartó képessége van, azonban a gépi mosásnál problémákat okozhat, ezért a mosófürdő habzását el kell kerülni. Ezért a mosófürdőbe habzásgátló szert is adagolnak. A habzásgátló szerek egy része megakadályozza a levegőbuborékok stabilizálódását és elősegíti gyors távozásukat a mosófürdőből, más részük „áttöri” a buborék falát és így akadályozza meg a habképződést.

#### Lúgosító anyag
A felületaktív anyagok hatásukat legjobban lúgos közegben fejtik ki. A lúgok semlegesítik a vízben oldhatatlan zsírsavakat, elszappanosítják a zsírokat és olajokat, így ezek vízoldhatóvá válnak és könnyen eltávolíthatók a textíliáról. Lúgosító anyagként szódát, foszfátokat, szilikátokat adnak a mosószerhez. Lúgos közegben azonban csak cellulóz alapú szálasanyagból (pamut, len, viszkóz, lyocell stb.) készült textíliát szabad mosni, mert a fehérje alapú szálasanyagokat (gyapjú, selyem) a lúg károsítja!

#### Szervetlen sók
A fehérje alapú szálasanyagokat semleges kémhatású mosószerrel kell mosni. Ilyen esetben a felületaktív anyag hatásának fokozására nátrium-kloridot (konyhasó) vagy nátrium-szulfátot (glaubersó) adagolnak a mosófürdőbe.

#### Szerves adalékok[11][12]
- Szerves oldószerek.  – Egyes mosószerekben szerves oldószer is van, ami főleg az ásványolaj-szennyeződések eltávolítását segíti.
- Védőkolloidok.  – A kolloid tulajdonságú anyagok a mosóoldat szennyvivő képességét javítják. Körülveszik a szennyrészecskéket és megakadályozzák, hogy ezek visszarakódjanak a textíliára.
- Vízlágyító szerek.  – A vízben oldott, a vízkőképződést előidéző kalcium- és magnézium-hidrokarbonátok, kalcium- és magnézium-kloridok ill. -szulfátok megkötésére, oldhatatlanná tételére egyrészt azért van szükség, hogy biztosítsák a szappanok és ionos felületaktív anyagok optimális tisztító hatását, elkerüljék a lerakódásokat, másrészt mert károsítják a mosógépet. Ezért a korszerű mosószerek olyan vegyületeket is tartalmaznak, amelyek ezeket az ún. vízkeménységet okozó vegyületek oldott jellegét megszüntetik.
- Fehérítőszerek.  – A fehérítőszerek egyik csoportja oxidatív hatású (leggyakrabban nátrium-perborát), amely 60 °C felett fejti ki legjobban a hatását. A felszabaduló oxigén fejti ki a fehérítő (folteltávolító) hatást, de egyben a kórokozókat is elpusztítja, tehát fertőtlenít is. A másik csoportot az optikai fehérítők képezik, amelyek elnyelik az ibolyántúli sugárzást és kék fényt bocsátanak ki, ezzel semlegesítve a textilanyag eleve sárgás színét. (Régebben ugyanezt a célt szolgálta a kékítő használata.) A fehérítőszert tartalmazó mosószereket csak fehér textília mosásánál szabad használni, mert a színes textíliák színét kifakítják!

#### Enzimek
A fehérje óriásmolekulák nagy méretük miatt nehezen elmozdítható szennyezést jelentenek mosás közben. Ezért a modern bioaktív mosóporokhoz fehérjebontó enzimet is adnak. Ezek az ún. "biológiai mosószerek". Az enzimek  szennyeződéseket molekuláikra bontják és így megkönnyítsék eltávolításukat. Különböző anyagú szennyeződések megbontásához különböző enzimek képesek: a proteázok a vér, fű, húslé és gyümölcsfoltokat bontják le, a lipázok a zsíros, olajos szennyeződések (pl. vaj, majonéz, rúzs) eltávolítását segítik,  az amilázok a csokoládé és fagylalt nyomait tüntetik el. A mosóporhoz adagolt celluláz a szövet bolyhainak mikroszálait bontja le, így a ruha tapintása puhább, színe pedig a megváltozott fénytörés miatt fényesebb lesz.
Az ilyen mosóporok hatékonysága alacsonyabb (50 °C-ig) hőmérsékleten a legjobb, forró vízben csökken (tehát forróvizes mosáshoz nem használhatók), továbbá ingerelheti az érzékeny bőrű emberek kezét.

### Fertőtlenítő szerek[16]
A betegellátással kapcsolatba kerülő minden textíliát fertőzöttnek kell tekinteni és ezért ezeket mindig fertőtlenítő mosásnak kell alávetni. A fertőtlenítés (dezinfekció) minden olyan eljárást magában foglal, amely a fertőző forrásból a külső környezetbe kikerülő kórokozók elpusztítására, ill. fertőzőképességük megszüntetésére alkalmas.
A fertőtlenítő hatás fizikai (hő, ibolyántúli sugárzás) és kémiai (antimikrobiális tulajdonságú vegyületek) vagy ezek kombinációjának hatása révén jön létre, oly módon, hogy a fertőtlenítő szer közvetlenül érintkezik a mikroorganizmusokkal és bizonyos idő alatt elpusztítja azokat. A fertőtlenítő mosásban a textília szálai között „megbúvó” fertőző anyagot szennyoldó és szennyemésztő anyagokkal erőteljes mozgatás során fellazítják, ezáltal a mikroorganizmusok kijutnak a szálak közül és egyrészt a fertőtlenítő szer, másrészt az alkalmazott hőenergia hatására elpusztulnak. A fertőtlenítő szerek hatásossága nagymértékben függ saját tulajdonságaiktól, alkalmazásuk módjától, valamint a szóban forgó mikroorganizmusok (baktériumok, vírusok, gombák) ellenálló képességétől.

## Száraz tisztítás[17]
- Perklóretilén. – A textíliák mosásához leggyakrabban használt szerves oldószer a perklóretilén (röviden PER, helyes kémiai nevén tetraklóretén vagy tetraklóretilén[18]). Szigorúan csak tökéletesen zárt készülékekben szabad alkalmazni, mert erősen mérgező anyag! (A vízben oldódó szennyeződések eltávolítása érdekében kb. 16 %-ban víz is van a rendszerben.)  A mosási folyamatot követően a textíliát a zárt ciklusú mosó-szárító berendezésben megszárítják. Az itt elpárolgó oldószer desztillálással csaknem teljesen visszanyerhető és újrafelhasználható.

- Szénhidrogén alapú mosószerek. – A szénhidrogének csak szenet és hidrogént tartalmazó vegyületek, kiváló szerves oldószerek. Gáz, folyadék és szilárd halmazállapotban kerülnek forgalomba. A textiltisztításban 1993 óta alkalmazzák az ózonréteget károsító, fluor tartalmú mosószerek helyettesítésére. Minthogy csak csekély mértékben párolognak, és a levegő csak kis mennyiséget képes felvenni belőlük, nyitott berendezésekben és a folttisztításban is használhatók. Ügyelni kell azonban arra, hogy tűzveszélyes anyagok, ezért kellő elővigyázatosságot igényelnek!

- Folyékony szén-dioxid. – A nyomás alatt folyékonnyá tett szén-dioxid kizárólag zsíros szennyeződések eltávolítására alkalmas. Hidrofób tulajdonsága miatt csak zsírtartalmú szennyeződések eltávolítására alkalmas. Kis mennyiségű víz és speciális tisztításerősítő szerek hozzáadásával vízoldható foltok is többé-kevésbé eltávolíthatók. A folyékony szén-dioxid tisztító hatása azonban nem ér fel a PER vagy a szénhidrát alapú mosószerekével, ezért kombinálni kell egy utólagos nedves mosással. Ami a folyékony szén-dioxiddal tisztított textília tartósságát illeti, a nem textil – műanyag – alkotórészeknél a tisztítást követő gyors nyomáscsökkenés miatt alak- és felületváltozások következhetnek be. Másrészt viszont ezzel a tisztítószerrel nagyon kíméletesen lehet például finom selyemszöveteket tisztítani. – A folyékony szén-dioxid használatára szolgáló mosógép elve megfelel a szokványos mosógépekének, azonban azoknál jóval nehezebb és drágább, mert a szén-dioxid cseppfolyóssá tételéhez kb. 60 bar nyomásra van szükség. Ugyanakkor a szennyezett maradványok desztillációjához és a textília megszárításához kevesebb energiára van szükség, mint a többi mosószer esetében. Az ismét gázneművé vált szén-dioxid újbóli kompressziójához azonban energiabevitelre van szükség.

- Szilikon-oldat. – A szilikon-oldatnak rendkívül kicsi a felületi feszültsége, ezért nagyon hatékonyan távolítja el a szennyeződést a textíliáról, nagyon könnyű, könnyebb, mint a perklóretilén, és szagtalan. Az oldott kémiailag semleges, sem a textília anyagával, sem az azon lévő színezékekkel nem lép kémiai kapcsolatba. Csökkenti szálak lekopását a textilanyagról, nem oldja ki az optikai fehérítőt vagy a színezékeket, így ezek nem kerülhetnek a szennyvízbe. A szer az egészségre ártalmatlan.[19]

- Biológiailag módosított alkohol. – Zsíros és vizes alapú szennyeződések eltávolítására előkezelés nélkül egyaránt alkalmas, így nagyon sokoldalú oldószer. Nagyon kíméletes a textíliára nézve is, csökkenti a gyűrődési hajlamot.[20]

A szerves oldószerekben végzett tisztítás (vegytisztítás) folyamata és gépei eltérnek a vizes közegben végzett mosásétól.

## Nedves tisztítás[17][21]
A nedves tisztítás a szerves oldószerekben alkalmazott hagyományos textiltisztítás alternatívája, a tisztítás itt – a mosáshoz hasonlóan – vízben történik. Azokhoz a textíliákhoz használható, amelyeknél a kezelési jelképek között a körbe foglalt W szimbólum szerepel. Elsősorban felsőruházati cikkek és lakástextíliák tisztítására szolgáló eljárás, gyakran találkozhatunk ezzel a technológiával a vegytisztító szalonokban is. A nedves tisztítást nagyteljesítményű mosógépben végzik, a szárításra itt különálló berendezés szolgál. Az itt alkalmazott eljárás során a mosáshoz kevesebb és módosított hatású mosószert szükséges adagolni, a víz alacsonyabb hőmérsékletű, illetve a hagyományos mosáshoz képest kevesebb textília is kerül a dobba. A nagyméretű dobban így a textília nagyobb mozgásszabadsággal rendelkezik, kevésbé gyűrődik és egyenletesebben átitatja a mosószeres víz. A kifejezetten e célra kifejlesztett és biológiailag lebomló mosószereket rendkívül pontosan, az adott textíliának és a szennyezettség fajtájának és mértékének megfelelően adagolják. Mosás után nagyon alapos öblítést végeznek. A keletkező szennyvíz – ami legfeljebb kézmeleg – kevésbé környezetkárosító, mint a háztartási mosógépek esetében, mert az itt alkalmazott tenzidek biológiailag jól lebomlanak, lúgmentesek és itt nem használnak fehérítőszereket. A mosást követő szárítás olyan ipari szárítókban történik, amelyek teljesítménye, forgási sebessége és iránya rugalmasan szabályozható. Így biztosítható, hogy a vízre és mosási eljárásra amúgy érzékeny textília a vegytisztítás mellett a nedves tisztításra is alkalmassá válik. A nedves tisztítás során a felsőruházati termék végső formáját a speciális végkikészítés során nyeri el.
A nedves tisztítás előnyösen alkalmazható selyem-, gyapjú-, tollal bélelt, impregnált és más kényes vagy vegyes anyagokból készült termékek mosására, nem károsítja azokat.

## A textiltisztítás fő technológiai műveletei[1]
- Előmosás. – Túlszennyezett textíliák esetében előmosást alkalmaznak, fokozatosan emelt hőmérsékletű fürdőben. Az előmosás során egyrészt tökéletesen átnedvesedik a textília, ami az ezután következő főmosáshoz előnyös, másrészt a rátapadt pigmentszennyeződéseket fellazítja.

- Főmosás.– A textília teljes megtisztulása ebben a műveletben megy végbe.

- Öblítés. – Az öblítést több egymást követő, egyre hidegebb fürdőben végzik. (A hirtelen lehűtés kicsapódásokat eredményez.) Feladata a mosásában alkalmazott vegyszerek semlegesítése, eltávolítása. Az utolsó öblítőfürdőbe adagolhatók az igényektől függően a különböző appretúraanyagok (fogásjavító, keményítő- vagy lágyítószerek, illatosítóanyagok, antisztatizáló szerek, optikai fehérítők stb.).

- Fehérítés. – A kémiai fehérítés a mosószerrel egyidejűleg adagolt, külön segédanyag (fehérítőszer: hidrogén-peroxid vagy nátrium-hipoklorit) hozzáadásával történik. A korszerű mosószerek ma már tartalmaz(hat)ják a fehérítőszert is.

- Centrifugálás. – A nedves kezeléseket követően a textíliában maradt vizet centrifugálással távolítják el. A korszerű mosógépekbe egyúttal a centrifugálás művelete is beprogramozható, tehát az utolsó öblítést követően a gép a centrifugálást is automatikusan elvégzi. A centrifugált textília már csak 40–45% nedvességet tartalmaz.

- Szárítás. – A kicentrifugált textília szárítását – hacsak a kezelési jelképsor más szárítási módot nem ír elő – forgódobos hőlégszárítóban (tömbler) végzik. A korszerű háztartási mosógépek egy része ezt a műveletet is automatikusan elvégzi, a centrifugálás után. Vegytisztítás esetén szintén egy berendezés végzi a tisztítást és szárítást, ipari mosás és nedvestisztítás esetén azonban mindenképpen különálló berendezést használnak. Ez esetben a beépített eszközök folyamatosan érzékelik a dobban lévő textília nedvességtartalmát és annak megfelelően vezérlik a szárítás leállítását, így elkerülhető a textília ún. túlszárítása.

- Kalanderezés. – A kalanderezés a mosás után még kellő nedvességtartalommal rendelkező sík felületű textíliák (ágyneműk, asztalneműk) folyamatos simító megmunkálása. A textiltisztításban használt kalander egy vagy több nemezzel bevont, perforált forgó fémdobból áll, aminek terét belül megszívják, alsó feléhez fűtött vályúelemek csatlakoznak. A kalanderhenger és a vályú között halad a textília, aminek során gyűrődései kisimulnak, ráncmentesen éri el légszáraz állapotát.

- Présvasalás. – A présvasalás célgépek segítségével történik. Konfekcionált készáruk (férfiing, munkaköpeny stb.) vasalására szolgál. A termékek formájának megfelelően kialakított berendezésben gőzöléssel és préseléssel simítják ki az árut. A megfelelő vasalási minőséget a nedvesség, a nyomás és a hőmérséklet együttes alkalmazása biztosítja.

- Kézi vasalás. – Konfekcionált ruhadaraboknál alkalmazzák, elektromos fűtésű, esetleg gőzöléssel kombinált kézi vasalóval.

A végkikészítésen igen nagy hangsúly van, mert ennek során kapja meg az amúgy vízre esetleg érzékeny textiltermék a végső formáját. A mosásban ill. a vegytisztításban alkalmazott végkikészítő berendezések eltérhetnek: pl. a vízben mosott textíliák sokkal erősebb nyújtó-feszítő hatást igényelnek, mint a vegytisztított termékek.

## Folteltávolítás[22][23][24]
A helyesen végzett folteltávolításhoz ismerni kell az adott textilanyagot, a foltot képző anyagot és annak tulajdonságait (pl. hogy milyen vegyszerekre – folttisztító szerekre – reagál) és hogy mennyire képes behatolni a szálak belsejébe.
A foltok anyaga legtöbbször valamilyen fehérje (vér, tej, tojás), színezék (tinta, golyóstoll-festék, lakkok stb.), tannin (csersav) (gyümölcs, zöldség, kávé, tea, kóla, bor stb.), keményítő (rizs, burgonya, kukorica stb.) vagy cukor. Mindegyikhez rendelkezésre állnak a megfelelő folttisztító szerek és eljárások. A fémes szennyeződések, a színezett gumi okozta szennyeződés (pl. keréknyom), vagy a szilikon alapú kozmetikai szerek okozta foltok eltávolítása ez idő szerint még nem megoldott.
A folttisztító szerek többféle típusúak lehetnek:
- oxidálószerek (pl. hidrogén-peroxid, nátrium-hipoklorit stb.): ezek elszíntelenítik a szennyeződést, anélkül, hogy azt magát feloldanák;
- redukálószerek (nátrium-hidroszulfit (kémiailag nátrium-ditionit), nátrium-biszulfit stb.): a szennyeződést elszíntelenítik és magát a szennyeződést is eltávolítják;
- lakkoldó szerek (aceton): kiválóan oldják a ragasztóanyagokat, körömlakkot, tintafoltot, zsírokat;
- semleges oldószerek (pl. víz): nem lépnek kémiai hatásba a folt anyagával
- felületaktív szerek (mosószerek);
- savak (citromsav, foszforsav, oxálsav);
- lúgok (nátrium-hidroxid, kálium-hidroxid) – ezek rendkívül veszélyes anyagok!

Az eredményes folteltávolításhoz alkalmas folttisztító (ún. detazsáló) szer, mechanikai hatás (megfelelő eszköz, berendezés), az eljárásnak megfelelő hőmérséklet és víz együttes hatására van szükség. Egyes folttisztító szerek hatását gőzöléssel (hő és nedvesség együttesen) fokozni lehet. Az egyes tényezők jelentősége a folt fajtájától függ: vannak foltok, amelyek eltávolításához nélkülözhetetlen a mechanikai hatás, másoknál a víz és a folttisztító szer együttes hatása meghozza az eredményt. A folt eltávolítása után gondos öblítésre és szárításra van szükség.
Vannak olyan mosószerek, amelyek egyúttal folttisztító szert is tartalmaznak, így a folteltávolítás már a mosás folyamán megtörténik.

## A textiltisztításra vonatkozó kezelési utasítások

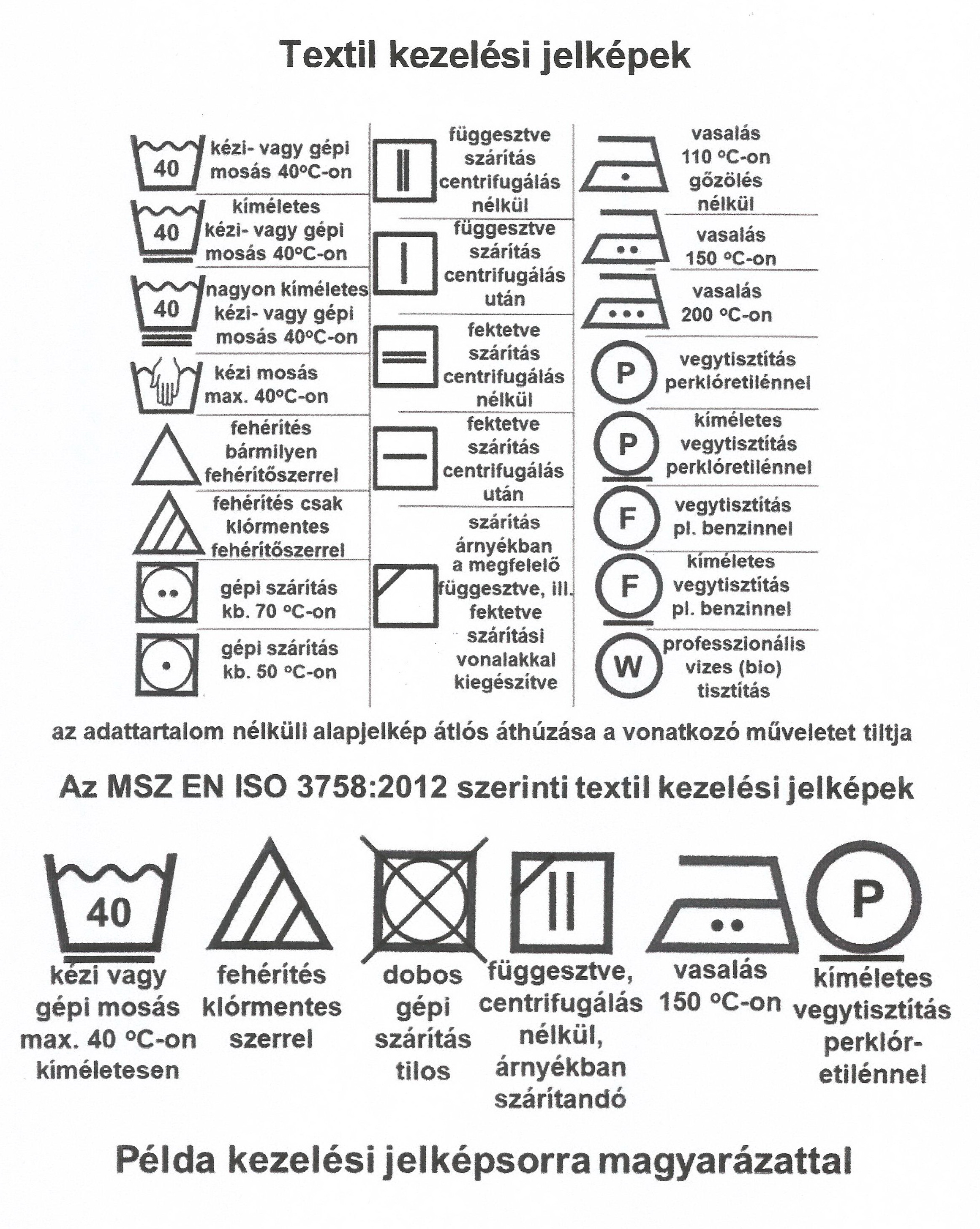
A kezelési jelképek rendszere

A textíliákon alkalmazott kezelési jelképek nagyon fontos információt adnak a textiltisztítók számára. Általában öt piktogramot tartalmaznak, amelyek rendre a mosás (vízzel teli teknő), a fehérítés (háromszög), a szárítás (négyzet), a vasalás (kézi vasaló) és a vegytisztítás (kör) műveleteinek engedélyezését vagy tiltását, ill. az alkalmazható hőmérsékleteket jelölik. Ezeket az ábrákat kiegészítő jelképek és szövegek is kiegészíthetik. A kezeléseket az e jelképek figyelembevételével kidolgozott technológiával kell végezni, mert ez alapvető feltétele annak, hogy a textília a műveletek során ne károsodjék.

## A textiltisztítás környezeti hatásai
A textiltisztítás rendkívül sokféle olyan vegyi anyagot használ fel, amelyek a környezetbe kerülve káros hatást fejtenének ki. A textiltisztító, a textiltisztító szereket és a textiltisztító gépeket gyártó ipar ezért arra törekszik, hogy ezt megakadályozza. A mosásnál, vegytisztításnál lebomló és egyre kevésbé veszélyes oldószerek és vegyszerek alkalmazására törekednek. A szennyvizet csak tisztítás, ártalmatlanítás után engedik a csatornába. Az energiatakarékosság érdekében a meleg szennyvizet hőcserélőkbe vezetik, ahol a friss vizet előmelegítik. A gépgyárak arra törekednek, hogy minél hatékonyabban működő, de minél kisebb víz- és energiafelhasználású berendezéseket fejlesszenek ki.